# Pinguicula lutea
Pinguicula lutea este o specie de plante carnivore din genul Pinguicula, familia Lentibulariaceae, ordinul Lamiales, descrisă de Thomas Walter. Conform Catalogue of Life specia Pinguicula lutea nu are subspecii cunoscute.